# Oltar (gora)
Oltar je 2621 metrov visoka gora v Julijskih Alpah, najvišja v Martuljški skupini gorá. Sestavljata jo dva vrhova, glavni Veliki Oltar  in stranski Mali Oltar (2521 m). Glavni vrh je v grebenu, ki se postopoma dviguje od Kukove špice preko Škrnatarice in Dovškega križa do Oltarja, z njega pa se nadaljuje na Visoki Rokav ter preko zobatih rogljev, t.im. žandarjev, na vrh Škrlatice.
Najlažji pristop na glavni vrh, kjer se nahaja skrinjica z vpisno knjigo, vodi iz Poldovega rovta v dolini Vrat po lovski stezi ob grapi Rdečega potoka, mimo bivaka II do vznožja sedla Grlo, do katerega se da priti tudi po varianti čez Brinje. Od tod se v delnem brezpotju povzpne na Grlo, preči melišče ter se po strmem skrotastem pobočju ob grapi povzpne na greben blizu samega vrha.
Na vzhodnem pobočju gore izvira Rdeči potok.